# Bäckseda
För andra betydelser, se Bäckseda (olika betydelser).
Bäckseda är kyrkby i Bäckseda socken i Vetlanda kommun. Den ingår numera i tätorten Vetlanda efter att tidigare utgjort en egen tätort. 
Bäckseda kyrka är byggd av sten och härstammar till sina äldsta delar från cirka 1200. Kyrkan förlängdes mot öster senare under medeltiden. Efter en eldsvåda 1915, då all inredning, bland annat ett medeltida altarskåp, förstördes, återuppfördes kyrkan efter Otar Hökerbergs ritningar, varvid ett torn tillbyggdes. Altaruppsatsen är utförd av Tore Strindberg.
I Bäckseda finns en skola för år F–6, hjulkvarnen Mela kvarn och naturområdet Illharjen som genomkorsas av Emån och som rinner genom Bäckseda.

## Befolkningsutveckling
| Befolkningsutvecklingen i Bäckseda 1950–1965                                           | Befolkningsutvecklingen i Bäckseda 1950–1965 | Befolkningsutvecklingen i Bäckseda 1950–1965 | Befolkningsutvecklingen i Bäckseda 1950–1965 | Befolkningsutvecklingen i Bäckseda 1950–1965 |
| -------------------------------------------------------------------------------------- | -------------------------------------------- | -------------------------------------------- | -------------------------------------------- | -------------------------------------------- |
|                                                                                        |                                              |                                              |                                              |                                              |
| År                                                                                     |                                              |                                              | Folkmängd                                    | Areal (ha)                                   |
| 1950                                                                                   | 1950                                         |                                              | 317                                          | ##                                           |
| 1960                                                                                   | 1960                                         |                                              | 312                                          | 82                                           |
| 1965                                                                                   | 1965                                         |                                              | 403                                          | 77                                           |
| Anm.: Sammanvuxen med Vetlanda 1970. ## Som tätort/befolkningsagglomeration 1920–1950. |                                              |                                              |                                              |                                              |